# Attaque de Tabatol
Guerre du Sahel
Batailles
- Tlemss
- 1re Tilwa
- Tabankort
- Ouraren
- Adrar Bouss
- Agadez et Arlit
- Tchibarakaten
- Mangaïzé
- Tazalit
- 1re Bani Bangou
- 2e Tilwa
- Wanzarbé
- Abala
- Midal
- 1re Tongo Tongo
- 1re Ayorou
- 2e Tongo-Tongo
- Baley Beri
- 1re Inates
- 2e Inates
- Sanam
- Chinégodar
- 2e Ayorou
- 2e Bani Bangou
- Taroun
- Torodi
- Adabda
- Intagamey
- Koutougou
- Tabatol
- Takanamat
- Teguey
- Chatoumane

L'attaque de Tabatol a lieu le 30 septembre 2023, pendant la guerre du Sahel.

## Déroulement
Un détachement des Forces armées nigériennes est attaqué au nord-ouest de Tabatol, près de Filingué, dans une zone où les djihadistes de l'État islamique dans le Grand Sahara sont actifs,.
Le ministère nigérien de la défense fait état d'un assaut « combinant l’utilisation d’engins explosifs improvisés et de véhicules kamikazes par plus d’une centaine de terroristes ».
La date du combat n'est pas précisée par le ministère nigérien de la défense. D'après le journaliste Wassim Nasr, l'affrontement aurait eu lieu le 30 septembre.

## Pertes
Dans la nuit du 2 au 3 octobre, le ministère de la défense du Niger publie un communiqué annonçant un bilan de 29 morts et deux blessés graves dans les rangs des forces nigériennes. Il affirme également que « plusieurs dizaines de terroristes » ont été tués lors du combat. 
Un deuil national de trois jours est décrété au Niger. Il s'agit alors de l'attaque la plus meurtrière contre l'armée nigérienne depuis le Coup d'État du 26 juillet. 